# Dasnice (stacja kolejowa)
Dasnice – stacja kolejowa w miejscowości Dasnice, w kraju karlowarskim, w Czechach. Znajduje się na wysokości 410 m n.p.m.
Jest zarządzana przez Správę železnic. Na stacji znajdują się kasy biletowe, na których istnieje możliwość zakupu biletów na wszystkie pociągi w tym międzynarodowe oraz rezerwacji miejsc.

## Linie kolejowe
- 140 Chomutov - Karlovy Vary - Cheb